# Cine de atracciones
El cine de atracciones es una variante del cine que prioriza el espectáculo visual por encima de la narrativa cinematográfica. El término de cine de atracciones se usa para hacer referencia a las primeras etapas de la historia del cine, en que mostrar aquello que se filmaba era más importante que narrar una historia. 

## Introducción
Tom Gunning, (1949 – ) profesor, escritor y crítico de cine, desarrollo el término de cine de atracciones a finales de los años 80 junto con André Gaudreault, historiador de cine y teórico canadiense, para describir el cine de los orígenes, que comprende el período que va desde 1895 hasta 1910.
La idea de cine de atracciones se centra en la relación existente entre los actores, la cámara y el público del cine de los orígenes, en contraposición a lo que se desarrolló a partir de la década de 1910. 

## Origen
El término de cine de atracciones surgió a partir de las ferias de atracciones, ya que en la época en la que se inventó el cinematógrafo, éste era considerado una atracción o un espectáculo de feria. 

## Descripción del concepto
Gunning y Gaudreault establecieron una distinción entre las películas en las que predominaban las "atracciones", sobre todo en las piezas realizadas desde 1895 hasta 1910, y aquellas en las que predominaba la narrativa por encima de lo más visual, particularmente en las piezas posteriores a la década de 1910.
El cine de atracciones entiende el cine como una experiencia visual, y viene determinado por un impulso de espectacularidad, sin orientación narrativa. Gunning aclara que "Su poder único era cuestión de hacer que las imágenes fueran vistas". El cine de atracciones no tenía el propósito de contar historias, sino de causar un gran impacto visual en el espectador. En estas películas se reconoce explícitamente la presencia del espectador. Querían despertar la curiosidad del espectador y sorprenderlo. Todo giraba alrededor del placer visual. El espectador, por tanto, era pasivo, y tan sólo le interesaba captar la emoción instantánea que le sorprendiera al momento. Al no existir la narrativa, eran indispensables los trucajes visuales.

### Podemos encontrar
- Escenas cotidianas
- Decorados naturales
- Actores no profesionales
- Posición fija de la cámara
- Brevedad
- Actuaciones de teatro
- Trucos visuales
- Trucos de magia

## Ejemplos

### Hermanos Lumière

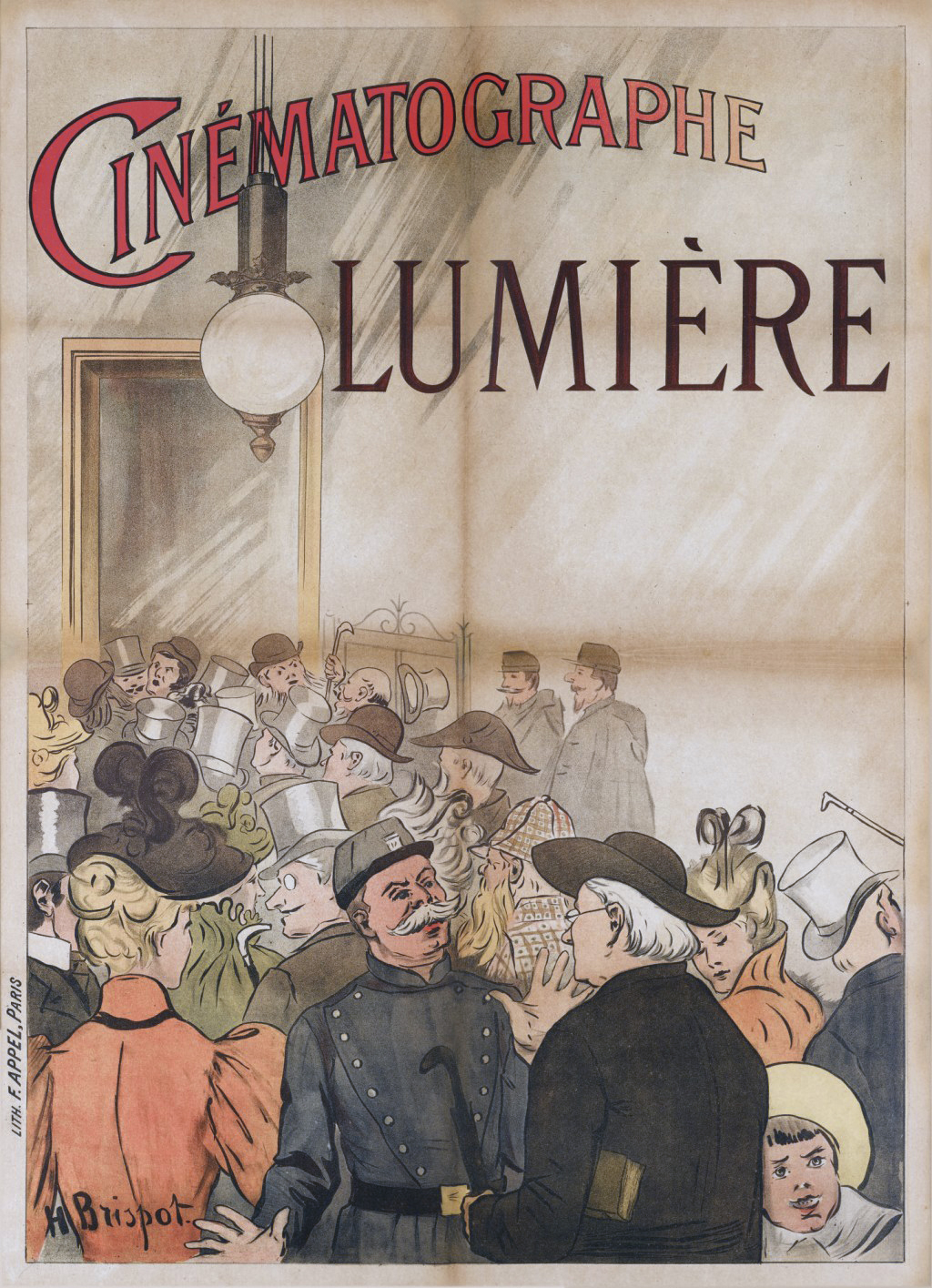
Cinématographe Lumière

Un ejemplo muy claro que podemos encontrar de cine de atracciones es en las películas de los hermanos Lumière.
Auguste (1862 - 1954) y Louis (1864 - 1948) Lumière inventaron el cinematógrafo, fruto de muchos inventos anteriores. Estos rodaron varias secuencias con nula intencionalidad artística o narrativa. Películas caracterizadas por la brevedad, los decorados naturales, la posición fija de la cámara y la falta de actores.

### Georges Méliès
Otro ejemplo del concepto lo podemos encontrar en la filmografía de Georges Méliès, (1861 - 1938).
Méliès, que provenía del mundo del teatro y el ilusionismo, fue más allá e incorporó la magia en el cine, inventando trucajes y otros efectos especiales. Sus películas, al igual que las de los hermanos Lumière, no tenían ningún deseo narrativo, sino que estaban enfocadas a la ilusión y al espectáculo, con el único propósito de entretener y divertir al público.

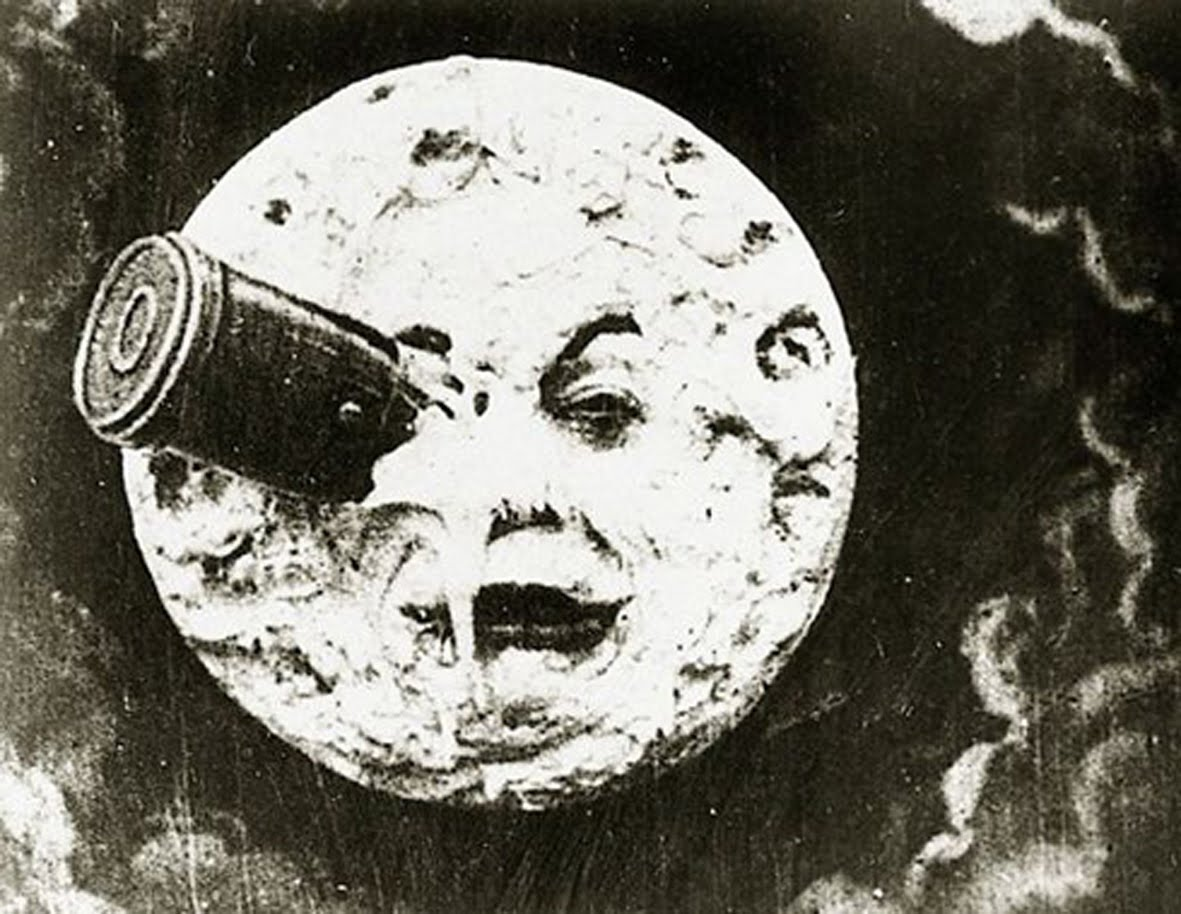
Le Voyage dans la lune (1902) Georges Méliès